# محوطه پلنگ پشته سو
محوطه پلنگ پشته سو مربوط به دوران‌های تاریخی پس از اسلام است و در شهرستان رودسر، بخش رحیم آباد، روستای دیورود واقع شده و این اثر در تاریخ ۲ بهمن ۱۳۸۲ با شمارهٔ ثبت ۱۰۷۵۷ به‌عنوان یکی از آثار ملی ایران به ثبت رسیده است.